# Moussa Koné (football, 1996)
Pour les articles homonymes, voir Moussa Koné et Koné.
Moussa Koné, né le 30 décembre 1996 à Dakar au Sénégal, est un footballeur sénégalais évoluant au poste d'attaquant.

## Biographie
Convoité par plusieurs clubs, il est autorisé par le SG Dynamo Dresde à quitter le stage d’entraînement pour négocier son départ vers l'équipe du Nîmes Olympique dans laquelle évolue son ancien coéquipier Haris Duljević. Le 22 janvier 2020, il s'engage pour deux ans et demi en faveur du Nîmes Olympique.
Il rejoint le club autrichien du LASK en juillet 2023.

## Palmarès
Football Club Zurich
- Coupe de Suisse
  - Vainqueur : 2016 et 2018.

### En sélection
Il est demi-finaliste de la Coupe du monde des moins de 20 ans avec l'équipe du Sénégal des moins de 20 ans en 2015.
- Coupe d'Afrique des nations des moins de 20 ans
  - Finaliste en 2015